# Артур Бенджамін
Артур Леслі Бенджамін (англ. Arthur Leslie Benjamin; 18 вересня 1893, Сідней — 10 квітня 1960, Лондон) — австралійський композитор, педагог і піаніст. 

## Біографія
У 1911—14 роках навчався у Королівському музичному коледжі у Лондоні у Ч. Станфорда (композиція) і у Ф. Кліффа (фортепіано). У 1919—21 роках викладав гру на фортепіано у Сіднейській консерваторії. З 1922 року жив у Англії. Композиторську діяльність розпочав у 1924 році, поєднуючи її з викладанням і виконавством. З 1926 року — професор композиції у королівському музичному коледжі (серед його учнів Бенджамін Бріттен). У 1941—46 роках — диригент симфонічного оркестру у Ванкувері (Канада). Як піаніст виступав з виконанням власних творів. Популярна його «Ямайська румба» для 2 фортепіано.
Твори
- опери — Чорт забирай її (The devil take her, 1931), Примадонна (1933), Повість про два міста (The tale of two cities, за Чарлзом Діккенсом, 1950), Тартюф (Лондон, 1964);
- телевізійна опера — Маньяна (1956);
- балет — Срібне весілля Орландо (Orlando's silver wedding, 1951);
- для оркестру — Симфонія (1945);
- для різних інструментів з оркестром — Концертіно для фортепіано з оркестром (1928), романтична фантазія для скрипки, альта і оркестру (1935), концерти — для гобоя і струн, оркестру (1942), для фортепіано з оркестром (1949), для гармоніки з оркестром (1953);
- камерні ансамблі — Пасторальна фантазія для струн, квартету (1924), соната для віолончелі і фортепіано (1945);
- для фортепіано — Сюїта (1927), п'єси;
- хори, пісні для вокальних ансамблів, романси;
- легка естрадна оркестрова музика, музика до спектаклів і кінофільмів.